# Song Review: A Greatest Hits Collection
Albums de Stevie Wonder
Conversation Peace
(1995) At the Close of a Century
(1999)
Song Review: A Greatest Hits Collection est une compilation de l'auteur-compositeur-interprète américain Stevie Wonder diffusée en 1996 chez Motown.
Il en existe de nombreuses versions : en double CD, en CD simple, en cassette et double cassette, différant par la liste des pistes ou leur ordonnancement.

## Formats

### Version 'deux disques'

#### Édition USA
La version américaine compte 31 titres.
| 1.  | Part-Time Lover (version single)                   | Stevie Wonder                                      | In Square Circle                       | 3:43  |
| 2.  | I Just Called to Say I Love You (version single)   | Wonder                                             | The Woman in Red                       | 4:21  |
| 3.  | Superstition (version single)                      | Wonder                                             | Talking Book                           | 3:59  |
| 4.  | Sir Duke                                           | Wonder                                             | Songs in the Key of Life               | 3:51  |
| 5.  | My Cherie Amour                                    | Henry Cosby, Wonder, Sylvia Moy                    | My Cherie Amour                        | 2:51  |
| 6.  | I Was Made to Love Her                             | Cosby, Moy, Lula Mae Hardaway                      | I Was Made to Love Her                 | 2:35  |
| 7.  | Overjoyed                                          | Wonder                                             | In Square Circle                       | 3:41  |
| 8.  | Hey Love                                           | Clarence Paul, Morris Broadnax, Wonder             | Down to Earth                          | 2:42  |
| 9.  | Signed, Sealed, Delivered I'm Yours                | Wonder, Lee Garrett (en), Syreeta Wright, Hardaway | Signed, Sealed & Delivered             | 2:37  |
| 10. | You Are the Sunshine of My Life (version single)   | Wonder                                             | Talking Book                           | 2:54  |
| 11. | Ribbon in the Sky (version éditée)                 | Wonder                                             | Stevie Wonder's Original Musiquarium I | 3:42  |
| 12. | Master Blaster (Jammin') (version single 45 tours) | Wonder                                             | Hotter Than July                       | 4:49  |
| 13. | Living for the City (version single)               | Wonder                                             | Innervisions                           | 3:41  |
| 14. | Uptight (Everything's Alright)                     | Wonder, Cosby, Moy                                 | Up-Tight                               | 2:52  |
| 15. | Lately                                             | Wonder                                             | Hotter than July                       | 4:04  |
| 16. | Do I Do                                            | Wonder                                             | Stevie Wonder's Original Musiquarium I | 10:27 |

| 1.  | Send One Your Love                             | Wonder                  | Journey Through the Secret Life of Plants | 4:01 |
| 2.  | Ebony and Ivory (Duo avec Paul McCartney)      | Paul McCartney          | Tug of War (Paul McCartney)               | 3:40 |
| 3.  | All I Do                                       | Wonder, Paul, Broadnax  | Hotter than July                          | 5:16 |
| 4.  | That Girl                                      | Wonder                  | Stevie Wonder's Original Musiquarium I    | 5:16 |
| 5.  | For Your Love (version single 45 tours)        | Wonder                  | Conversation Peace                        | 4:03 |
| 6.  | I Wish                                         | Wonder                  | Songs in the Key of Life                  | 4:11 |
| 7.  | You Will Know (Radio Edit)                     | Wonder                  | Characters                                | 4:00 |
| 8.  | Boogie On Reggae Woman (version single)        | Wonder                  | Fulfillingness' First Finale              | 4:06 |
| 9.  | Higher Ground (version single)                 | Wonder                  | Innervisions                              | 3:07 |
| 10. | These Three Words                              | Wonder                  | Jungle Fever                              | 4:53 |
| 11. | Stay Gold                                      | Wonder, Carmine Coppola | Bande originale du film Outsiders         | 3:42 |
| 12. | Love Light in Flight (version single 45 tours) | Wonder                  | The Woman in Red                          | 6:54 |
| 13. | Kiss Lonely Good-Bye                           | Wonder                  | Bande originale de Pinocchio              | 4:05 |
| 14. | Hold on Your Dream                             | Wonder                  |                                           | 4:19 |
| 15. | Redemption Song                                | Bob Marley              | Bande originale de Get on the Bus         | 3:46 |

#### Édition européenne
La version européenne compte 40 titres, diffusée en CD et en double cassette.
| 1.  | Isn't She Lovely                                   | Wonder                                             | Songs in the Key of Life          | 3:20 |
| 2.  | Uptight (Everything's Alright)                     | Wonder, Cosby, Moy                                 | Up-Tight                          | 2:52 |
| 3.  | I Was Made to Love Her                             | Cosby, Moy, Lula Mae Hardaway                      | I Was Made to Love Her            | 2:35 |
| 4.  | For Once in My Life                                | Miller, Orlando Murden                             | For Once in My Life               | 2:48 |
| 5.  | My Cherie Amour                                    | Henry Cosby, Wonder, Sylvia Moy                    | My Cherie Amour                   | 2:51 |
| 6.  | Yester-Me, Yester-You, Yesterday                   | Ron Miller, Bryan Wells                            | My Cherie Amour                   | 3:05 |
| 7.  | Never Had a Dream Come True                        | Wonder, Cosby, Moy                                 | Signed, Sealed & Delivered        | 3:12 |
| 8.  | Signed, Sealed, Delivered I'm Yours                | Wonder, Lee Garrett (en), Syreeta Wright, Hardaway | Signed, Sealed & Delivered        | 2:37 |
| 9.  | Superstition (version single)                      | Wonder                                             | Talking Book                      | 3:59 |
| 10. | You Are the Sunshine of My Life (version single)   | Wonder                                             | Talking Book                      | 2:54 |
| 11. | Living for the City (version single)               | Wonder                                             | Innervisions                      | 3:41 |
| 12. | I Wish                                             | Wonder                                             | Songs in the Key of Life          | 4:11 |
| 13. | Sir Duke                                           | Wonder                                             | Songs in the Key of Life          | 3:51 |
| 14. | Master Blaster (Jammin') (version single 45 tours) | Wonder                                             | Hotter Than July                  | 4:49 |
| 15. | Happy Birthday                                     | Wonder                                             | Hotter Than July                  | 5:53 |
| 16. | Ebony and Ivory (Duo avec Paul McCartney)          | Paul McCartney                                     | Tug of War                        | 3:40 |
| 17. | I Just Called to Say I Love You (version single)   | Wonder                                             | The Woman in Red                  | 4:21 |
| 18. | Part-Time Lover (version single)                   | Stevie Wonder                                      | In Square Circle                  | 3:43 |
| 19. | Kiss Lonely Good-Bye                               | Wonder                                             | Bande originale de Pinocchio      | 4:05 |
| 20. | Redemption Song                                    | Marley                                             | Bande originale de Get on the Bus | 3:46 |

| 1.  | Free                                    | Wonder                                   | Characters                                | 4:11 |
| 2.  | Blowin' In The Wind                     | Bob Dylan                                | Up-Tight                                  | 3:04 |
| 3.  | A Place in the Sun                      | Wells, Miller                            | Down to Earth                             | 2:50 |
| 4.  | I Don't Know Why                        | Wonder, Don Hunter, Hardaway, Paul Riser | For Once in My Life                       | 2:45 |
| 5.  | Boogie On Reggae Woman (version single) | Wonder                                   | Fulfillingness' First Finale              | 4:06 |
| 6.  | Higher Ground (version single)          | Wonder                                   | Innervisions                              | 3:07 |
| 7.  | I Ain't Gonna Stand for It              | Wonder                                   | Hotter Than July                          | 4:39 |
| 8.  | Fingertips (Part 2)                     | Cosby, Paul                              | Recorded Live: The 12 Year Old Genius     | 4:06 |
| 9.  | Heaven Help Us All                      | Miller                                   | Signed, Sealed & Delivered                | 3:12 |
| 10. | Pastime Paradise                        | Wonder                                   | Songs in the Key of Life                  | 3:24 |
| 11. | You Haven't Done Nothin'                | Wonder                                   | Fulfillingness' First Finale              | 3:23 |
| 12. | Send One Your Love                      | Wonder                                   | Journey Through the Secret Life of Plants | 4:01 |
| 13. | That Girl                               | Wonder                                   | Stevie Wonder's Original Musiquarium I    | 5:16 |
| 14. | We Can Work It Out                      | John Lennon, McCartney                   | Signed, Sealed and Delivered              | 3:15 |
| 15. | If You Really Love Me                   | Wonder, Syreeta Wright                   | Where I'm Coming From                     | 2:58 |
| 16. | Overjoyed                               | Wonder                                   | In Square Circle                          | 3:41 |
| 17. | For Your Love (version single 45 tours) | Wonder                                   | Conversation Peace                        | 4:03 |
| 18. | Stay Gold                               | Wonder, Carmine Coppola                  | Bande originale du film Outsiders         | 3:42 |
| 19. | Another Star (version live)             | Wonder                                   | Songs in the Key of Life                  | 5:25 |
| 20. | As                                      | Wonder                                   | Songs in the Key of Life                  | 3:27 |

#### Comparaison des éditions
9 des 31 chansons de la version américaine sont absentes de la version européenne : Hey Love, Ribbon in the Sky, Lately, Do I Do, All I Do, You Will Know, These Three Words, Love Light in Flight et Hold on Your Dream.
Les 18 titres insérés sont : Isn't She Lovely, For Once in My Life, Yester-Me, Yester-You, Yesterday, Never Had a Dream Come True, Happy Birthday, Free, Blowin' In the Wind, A Place in the Sun, I Don't Know Why, I Ain't Gonna Stand for It, Fingertips (Part 2), Heaven Help Us All, Pastime Paradise, You Haven't Done Nothin', We Can Work It Out, If You Really Love Me, Another Star et As.

### Version 'un disque'

#### Version européenne
La version réduite à un seul disque compte 21 titres, sortie en CD et en cassette.

Le single He's Misstra Know-It-All a la particularité d'être l'unique titre présent sur la version 1 CD qui est absent de la compilation en double CD.
| 1.  | Isn't She Lovely                                   | Wonder                                        | Songs in the Key of Life          | 3:20 |
| 2.  | I Just Called to Say I Love You (version single)   | Wonder                                        | The Woman in Red                  | 4:21 |
| 3.  | Superstition (version single)                      | Wonder                                        | Talking Book                      | 3:59 |
| 4.  | Sir Duke                                           | Wonder                                        | Songs in the Key of Life          | 3:51 |
| 5.  | Master Blaster (Jammin') (version single 45 tours) | Wonder                                        | Hotter Than July                  | 4:49 |
| 6.  | Ebony and Ivory (Duo avec Paul McCartney)          | McCartney                                     | Tug of War                        | 3:40 |
| 7.  | Happy Birthday                                     | Wonder                                        | Hotter Than July                  | 5:53 |
| 8.  | Living for the City (version single)               | Wonder                                        | Innervisions                      | 3:41 |
| 9.  | He's Misstra Know-It-All                           | Wonder                                        | Innervisions                      | 5:34 |
| 10. | You Are the Sunshine of My Life (version single)   | Wonder                                        | Talking Book                      | 2:54 |
| 11. | Lately                                             | Wonder                                        | Hotter than July                  | 4:04 |
| 12. | Part-Time Lover (version single)                   | Wonder                                        | In Square Circle                  | 3:43 |
| 13. | My Cherie Amour                                    | Cosby, Wonder, Moy                            | My Cherie Amour                   | 2:51 |
| 14. | Yester-Me, Yester-You, Yesterday                   | Ron Miller, Bryan Wells                       | My Cherie Amour                   | 3:05 |
| 15. | Uptight (Everything's Alright)                     | Wonder, Cosby, Moy                            | Up-Tight                          | 2:52 |
| 16. | I Was Made to Love Her                             | Cosby, Moy, Hardaway                          | I Was Made to Love Her            | 2:35 |
| 17. | For Once in My Life                                | Miller, Orlando Murden                        | For Once in My Life               | 2:48 |
| 18. | Signed, Sealed, Delivered I'm Yours                | Wonder, Lee Garrett, Syreeta Wright, Hardaway | Signed, Sealed & Delivered        | 2:39 |
| 19. | For Your Love (version single 45 tours)            | Wonder                                        | Conversation Peace                | 4:03 |
| 20. | Kiss Lonely Good-Bye                               | Wonder                                        | Bande originale de Pinocchio      | 4:05 |
| 21. | Redemption Song                                    | Marley                                        | Bande originale de Get on the Bus | 3:46 |

#### Version australienne
Cette version voit la disparition de Sir Duke, He's Misstra Know it All et For Your Love, remplacés par Higher Ground, Boogie On Reggae Woman et All in Love Is Fair (de Wonder, sorti sur l'album Innervisions), respectivement insérées en 4e, 5e et 10e position.

#### Version japonaise
Cette version voit la disparition de Happy Birthday, He's Misstra Know it All et I Was Made to Love Her, remplacés par Higher Ground, A Place in the Sun et Stay Gold, respectivement insérées en 4e, 15e et 17e position.

## Classements
| Classement (1996-2007)                         | Meilleure position |
| ---------------------------------------------- | ------------------ |
| Royaume-Uni (OCC)                              | 19                 |
| Allemagne (GfK Entertainment)                  | 53                 |
| Autriche (O3 Austria)                          | 32                 |
| Belgique (Ultratop Albums Vlaanderen)          | 23                 |
| Belgique (Ultratop Albums Wallonie)            | 14                 |
| Nouvelle-Zélande (RMNZ)                        | 12                 |
| États-Unis (Billboard Top R&B /Hip Hop Albums) | 100                |
| Suède (Sverigetopplistan)                      | 6                  |
| Australie (ARIA)                               | 4                  |
| Norvège (VG-lista)                             | 19                 |
| Espagne (Productores de Música de España)      | 44                 |
| Suisse (Schweizer Hitparade)                   | 15                 |
| Pays-Bas (Top 100 Albums)                      | 25                 |

### Certifications
| Pays             | Certification | Ventes     |
| ---------------- | ------------- | ---------- |
| Argentine        | Platine       | +60.000    |
| Australie        | Platine       | +70.000    |
| Japon            | Platine       | +200.000   |
| Royaume-Uni      | Platine       | +300.000   |
| États-Unis       | Platine       | +1.000.000 |
| Europe           | Platine       | +1.000.000 |
| Nouvelle-Zélande | Or            | +7.500     |
| Suisse           | Or            | +25.000    |
| Suède            | Or            | +40.000    |

## Accueil
Stephen Thomas Erlewine de AllMusic considère la compilation (dans son édition américaine) comme une bonne introduction à la carrière prolifique de Stevie Wonder, regrettant toutefois qu'elle omette Fingertips Part 2 et qu'elle ne présente pas les titres dans l'ordre chronologique.